# Kexby (Lincolnshire)
Pour les articles homonymes, voir Kexby.
Kexby est un village et une paroisse civile du Lincolnshire, en Angleterre. Il est situé dans l'ouest du comté, à environ 6 km au sud-est de la ville de Gainsborough. Administrativement, il dépend du district du West Lindsey. Au recensement de 2011, il comptait 340 habitants.

## Histoire
Kexby est mentionné dans le Domesday Book sous le nom de Cheftesbi ou Chestesbi.